# Костецкий, Николай Данилович
Николай Данилович Костецкий — советский селекционер, биолог, преподаватель, садовод, агроном
, теоретик сельского хозяйства, кандидат биологических наук.

## Биография
Родился в 1873 году в местечке Збриж Каменецкого уезда Подольской губернии.
Учился в школе в Каменец-Подольском, потом в Умани, которую окончил в 1896 году вместе с Тарнавским Василием Ксаверьевичем. Потом учился в Рижском университете (1896—1898). Занимался революционной деятельностью, за что был отчислен через два года.
В 1898 году поступил на работу во вновь образованную школу садоводства и огородничества в Борзненском уезде Черниговской губернии, заведующим школы был Ферапонт Саенко.
В 1904 году женился на учительнице дворянского происхождения Александре Николаевне Тычине, разделявшей его революционные убеждения. Через год, в 1905, у них родился сын Владимир.
В школе преподавали акварель и рисунок.
Впоследствии его сын — Владимир Костецкий (1905—1968), стал известным живописцем. Внук Александр Костецкий (1954—2010) также стал художником, был членом НСХУ с 2003 года.
Всего Николаю Даниловичу довелось побывать в тюрьме пять раз, в общей сложности он провел в тюрьме около пяти лет:
- Дважды при царизме: полгода в 1905 и почти год 1906 годах, это совпало со временем предательства в рядах революционеров, когда многие были посажены в тюрьмы и началась массовая миграция в Европу.
- Два с половиной месяца в 1918 году за раздачу земли крестьянам.
- С 25 апреля 1931 года по май 1932 года и два месяца с 1 июля 1932 года во время чистки Академии наук, оба последних раза спасён Вавиловым Н. И.

В марте 1902 года отбыл в Симбирск инспектором садоводства и огородничества уезда, через семь месяцев на такую же должность в Харьков, где состоялось его знаменательное знакомство с Кичуновым и Десятовым. После заключения в 1905 году перебрался в Полтаву на работу, после заключения в 1906 году, освободившись в 1907 году, уехал в Лозанну, где жил до 1908 года. Потом перебрался жить к Михаилу Андреевичу Осоргину в городок Сори около Генуи, проживал у него с февраля по сентябрь 1908 года, после чего отправился на пароходе в Аргентину. Там преподавал сельское хозяйство эмигрантам из России на протяжении пяти лет, возглавил сельскохозяйственное объединение русских поселенцев.
В 1913 году вернулся на пароходе в Париж по приглашению Себастьяна Фора преподавателем в его уникальную школу коммуну «Улей». В то же время там находились Александр Архипенко, Гийом Аполлинер, Константин Бранкузи, Макс Жакоб, Михаил Кикоин, Пинхус Кремень, Фернан Леже, Мари Лорансен, Амедео Модильяни, Хаим Сутин, Осип Цадкин, Йожеф Чаки, Марк Шагал. Сохранились фото Николая Костецкого на открытках в архиве Улея.
По приглашению Ивана Ивановича Фидлера перешёл работать в новую русскую школу на юге Парижа.
В 1914 году призван на рытьё окопов (немецкие войска были на расстоянии 50 км от Парижа), где проработал год, после чего поступил главным садоводом в имение Вальроз в Ницце.
В 1917 году вернулся в Чернигов, где занял пост представителя министерства сельского хозяйства.
После очередной посадки в тюрьму работал на Носовской опытной станции, написал серию научных работ и снова перевёлся в Харьков. Занимался организацией сельхоз школ для молодёжи, о чём писал в статьях.
В 1920 году, во время участия в сельскохозяйственном съезде познакомился с Н. И. Вавиловым и по его приглашению перевёлся на опытную станцию под Москвой.
После операции по удалению почки переведён Вавиловым в Сухумский ботсад, провел там большую работу по систематизации растений и селекции гладиолусов, сирени, рами (конопли для производства тканей).
После очередного ареста, вызволенный Вавиловым, им же переведён в Азербайджан, на другую опытную станцию — Мысовскую. Оттуда в 1932 году — в Среднюю Азию, в заместители директора по научной работе в новый ботсад в Ташкенте, где всё пришлось начинать с нуля.
В 1938 году покинул это место работы и через полгода поступил на работу в Никитский ботанический сад, где прежде работал его учитель Пашкевич.
За десять лет работы в Никитском ботаническом саду им выведено более тридцати сортов роз.
Умер в неустроенном домике, где жил на территории Никитского ботанического сада, в 1948 году.

## Научная, преподавательская деятельность
- Преподавал в Школе садоводства и огородничества в Борзне, организованной Ферапонтом Саенко, с 1898 по 1905 годы.
- Вёл кружки по сельскохозяйственному обучению молодёжи.
- Работал на опытных станциях.
- Преподавал в Московской сельскохозяйственной академии в 1923—1935 годах.
- Налаживал работу в Сухумском ботаническом саду и создавал с нуля ботсад в Ташкенте, проводил работу по классификации и упорядочиванию, увеличению коллекции сада, а также работы по селекции.
- Вывел более тридцати сортов роз, пригодных для разведения в условиях Крыма, работая в Никитском ботаническом саду.